# Camparini Gioielli Cup 2010
La Camparini Gioielli Cup 2010 è stato un torneo professionistico di tennis maschile giocato sulla terra rossa, che faceva parte dell'ATP Challenger Tour 2010. Si è giocato a Reggio Emilia in Italia dal 21 al 27 giugno 2010.

## Partecipanti

### Teste di serie
| Nazionalità | Giocatore         | Ranking* | Testa di serie |
| ----------- | ----------------- | -------- | -------------- |
| Italia      | Filippo Volandri  | 102      | 1              |
| Brasile     | Thiago Alves      | 106      | 2              |
| Austria     | Daniel Köllerer   | 111      | 3              |
| Italia      | Simone Bolelli    | 132      | 4              |
| Spagna      | Pablo Andújar     | 139      | 5              |
| Stati Uniti | Kevin Kim         | 142      | 6              |
| Argentina   | Federico Delbonis | 145      | 7              |
| Francia     | Josselin Ouanna   | 146      | 8              |

- Ranking al 14 giugno 2010.

### Altri partecipanti
Giocatori che hanno ricevuto una wild card:
- Flavio Cipolla
- Thomas Fabbiano
- Federico Gaio
- Daniele Giorgini

Giocatori passati dalle qualificazioni:
- Alberto Brizzi
- Ricardo Hocevar
- Martin Slanar
- Walter Trusendi

## Campioni

### Singolare
Carlos Berlocq ha battuto in finale  Pablo Andújar con il punteggio di 6–0, 7–6(1)

### Doppio
Philipp Oswald /  Martin Slanar hanno battuto in finale  Sadik Kadir /  Purav Raja con il punteggio di 6–2, 5–7, [10–6]